# 格蘭特·尼爾
格蘭特·尼爾（英語：Grant Nel；1988年4月7日—）是一位澳大利亞跳水運動員。在2010年英聯邦運動會和2014年英聯邦運動會上他獲得了兩個銅牌和一個銀牌。他出生在南非約翰內斯堡。